# Giuseppe Rapisarda
Giuseppe Rapisarda (6 settembre 1985) è un ex calciatore svizzero, di ruolo difensore.